# ردی کاسا
ردی کاسا (انگلیسی: Redi Kasa؛ زادهٔ ۱ سپتامبر ۲۰۰۱) بازیکن فوتبال است.